# Solonț, Bacău
Solonț (în maghiară Nagyszalonc) este satul de reședință al comunei cu același nume din județul Bacău, Moldova, România.